# Rayo cósmico de ultra-altas energías

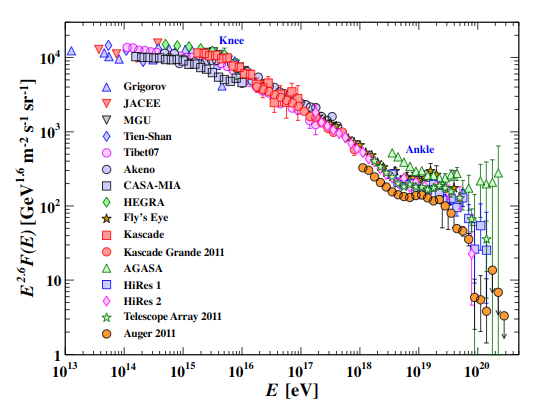
Gráfica logarítmica del espectro energético de rayos cósmicos. La probabilidad de medir un evento de UHECR sobre los 10^{18} eV decrece dramáticamente, en lo que se conoce como talón. Datos capturados de varios observatorios.

En física de astropartículas, un rayo cósmico de ultra-altas energías (con siglas en inglés UHECR, de Ultra-high-energy cosmic ray) es un rayo cósmico con energías que superen 1 EeV (1018 electronvoltios, aproximadamente 0.16 J), valores mucho más altos que su propia masa invariante relativista. Estas energías son altas en comparación al resto de otro tipos de radiación cósmica.
Por otra parte, un rayo cósmico de energías extremas (con siglas en inglés EECR, Extreme Energy Cosmic Ray) es un UHECR con energías que superan los 5 x 1019 eV (aproximadamente 8 J), también llamado límite Greisen-Zatsepin-Kuzmin. Este límite debería ser de la energía cinética máxima posible para protones cósmicos que han viajado largas distancias (aproximadamente 160 millones de años luz), dado que los protones de altas energías habrían perdido energía cinética durante su largo recorrido al chocar con fotones del fondo de microonda cósmico (CMB). Esto es evidencia de que los EECR no podrían ser supervivientes del universo temprano, sino que son cosmológicamente "jóvenes", emitidos desde algún lugar del supercúmulo local por algún proceso físico desconocido específicamente.

## Formación en objetos astrofísicos
El origen de esta radiación es la aceleración de protones y núcleos atómicos en objetos astrofísicos del universo donde la densidad de energía es extremadamente alta, por ejemplo en inductores unipolares de objetos girando a velocidades relativistas con campos eléctricos y magnéticos con fuerza suficiente para acelerar partículas a estas escalas energéticas. Las estrellas de neutrones, agujeros negros supermasivos con discos de acceción magnetizados (perdiendo energía en forma de jets relativistas), o remanentes de supernova son candidatos a fuentes de este tipo de radiación de ultra-altas energías.